# Jesús Carranza, Veracruz
Jesús Carranza är en ort i Mexiko.   Den ligger i kommunen Jesús Carranza (olika betydelser) och delstaten Veracruz, i den sydöstra delen av landet, 500 km sydost om huvudstaden Mexico City. Jesús Carranza ligger 41 meter över havet och antalet invånare är 3 615.
Terrängen runt Jesús Carranza är platt. Runt Jesús Carranza är det glesbefolkat, med 10 invånare per kvadratkilometer. Jesús Carranza är det största samhället i trakten. Omgivningarna runt Jesús Carranza är en mosaik av jordbruksmark och naturlig växtlighet.